# Janusz Ziejewski
Janusz Ziejewski né le 25 mars 1906 à Varsovie et mort le 26 novembre 1973 dans cette même ville, est un acteur de cinéma et de théâtre polonais.

## Filmographie sélective
- 1975 : Nuits et Jours
- 1962 : Histoire de deux enfants qui volèrent la Lune
- 1962 : L'Impossible adieu
- 1960 : Les Chevaliers teutoniques
- 1954 : Cellulose
- 1954 : Les Cinq de la rue Barska (non-crédité)
- 1950 : La Ville indomptée
- 1949 : D'autres nous suivront : officier de la Gestapo
- 1936 : Barbara de Radziwill
- 1933 : Le Défenseur de la cité